# Meusnes
Meusnes es una población y comuna francesa, en la región de Centro, departamento de Loir y Cher, en el distrito de Romorantin-Lanthenay y cantón de Saint-Aignan.

## Demografía
| 965 | 987 | 937 | 1017 | 1009 | 945 | 1001 |
| Para los censos de 1962 a 1999 la población legal corresponde a la población sin duplicidades (Fuente: INSEE [Consultar]) |     |     |      |      |     |      |

## Lugares y monumentos
- Diderot citado en Enciclopedia Meusnes junto Couffy como "zonas de Francia que producen los mejores, y casi el único bien". Hay un museo dedicado a la piedra.
- La iglesia del  siglo XII clasificada monumento histórico.

## Personalidades vinculadas al municipio
- Yannick Noah veraneaba en Meusnes en su juventud